# Onustus
Onustus is een geslacht van weekdieren uit de klasse van de Gastropoda (slakken).

## Soorten
- Onustus aquitanus Simone & Cunha, 2012
- Onustus caribaeus (Petit de la Saussaye, 1857)
- Onustus exutus (Reeve, 1842)
- Onustus indicus (Gmelin, 1791)
- Onustus longleyi (Bartsch, 1931)